# Цитостатические препараты
Цитостати́ческие препара́ты (цитоста́тики) — группа противоопухолевых препаратов, которые нарушают процессы роста, развития и механизмы деления всех клеток организма, включая злокачественные, тем самым инициируя апоптоз. При этом поражаются преимущественно клетки, обладающие высоким митотическим индексом, либо клетки, биохимические процессы которых подвергаются дестабилизации цитостатиком в наибольшей степени. Среди цитостатических препаратов наиболее известны Доксорубицин, Фторурацил, Гидроксимочевина, Циклофосфан.

## Применение
Основное направление применения цитостатиков — терапия злокачественных новообразований.
При этом наиболее чувствительны к цитостатическому воздействию быстро делящиеся клетки, в особенности клетки злокачественных опухолей. Это и предопределяет основное применение цитостатиков в медицине — лечение рака, лейкозов, лимфом, моноклональных гаммапатий и других злокачественных опухолей.
Также (но в меньшей степени) к воздействию цитостатиков чувствительны и нормальные быстро делящиеся клетки, в особенности клетки костного мозга, клетки лимфоидного и миелоидного генеза, в меньшей мере клетки кожи, её придатков, например волос, и клетки слизистых оболочек, в частности эпителий желудочно-кишечного тракта.
Способность подавлять пролиферацию клеток в костном мозге нашла применение в лечении аутоиммунных заболеваний. Угнетая лейкопоэз, цитостатики снижают количество активированных аутоагрессивных Т- и В-лимфоцитов.